# Magneuptychia analis
Magneuptychia analis är en fjärilsart som beskrevs av Frederick DuCane Godman 1905. Magneuptychia analis ingår i släktet Magneuptychia och familjen praktfjärilar. Inga underarter finns listade i Catalogue of Life.